# WLAN-Telefon
Ein WLAN-Telefon ist im Wesentlichen ein Schnurlostelefon, das sich hauptsächlich durch die auf WLAN basierende Funktechnik von herkömmlichen Schnurlostelefonen (z. B. nach DECT-Standard) unterscheidet. Dazu finden entsprechende Internet-taugliche Protokolle, die für die Kommunikation zwischen den Geräten und den entsprechenden Servern sorgen, Verwendung. Der Großteil der derzeit vermarkteten WLAN-Telefone arbeitet mit folgenden, teils proprietären Paket- vermittelnden Protokollen:
- H.323

Einer der ersten Standards für IP-Telefonie, der sich hauptsächlich im Unternehmensumfeld durchgesetzt hat.
- SIP

Gängiger Standard für Heimanwenderprodukte, der auch zunehmend im Unternehmensumfeld Verwendung findet.
- Skype

Proprietäres Protokoll, das hauptsächlich für Heimanwender gedacht ist.
Der große Vorteil von WLAN-Telefonen gegenüber anderen schnurlosen Systemen besteht darin, dass für den Sprachverkehr keine besondere zweite Funktechnologie mehr nötig ist. Sowohl Sprache als auch Daten können nun per WLAN übertragen werden. Das ist für den Hausgebrauch sehr interessant, da nur noch eine WLAN-Basisstation (im Folgenden als AP bezeichnet) benötigt wird. Auch Unternehmen profitieren davon, keine getrennten Systeme für Sprache und Daten aufbauen zu müssen.
WLAN-Telefone sind derzeit noch nicht sehr weit verbreitet. Im Haushaltsbereich liegt das hauptsächlich daran, dass der DECT-Standard mit seiner größeren Reichweite und niedrigerem Stromverbrauch besser geeignet ist. Die Vorteile eines WLAN-Telefons kommen erst bei größeren Installationen und somit hauptsächlich bei Unternehmen zum Tragen. Sie äußern sich in den niedrigeren Kosten und in der vereinfachten Administration.

## Reichweite
Standardbedingt haben WLAN-Telefone eine geringere Reichweite als DECT-Geräte. Zwar ist es bei günstiger Positionierung des APs in der Hausmitte ohne Weiteres möglich, eine reguläre Wohnung mit WLAN abzudecken. Die ersten Probleme tauchen aber bereits bei zweistöckigen Häusern bzw. Wohnungen mit einer massiven Stahlbetondecke auf. Drei Stockwerke sind mit einem einzigen AP in der Regel nicht zu überbrücken. Zu beachten ist, dass es oft nicht genügt, die Verbindung mit einem Notebook o. ä. zu überprüfen. Qualitativ schlechte WLAN-Verbindungen sind nämlich oft noch für die Internetbenutzung per PC zu gebrauchen. Selbst Aussetzer im Sekundenbereich fallen dem Benutzer beim Surfen kaum auf. Eine solche Verbindung ist aber für VoIP-Zwecke nicht brauchbar, die Sprachübertragung bricht dabei kurzzeitig ohne Vorwarnung völlig ab.

## Stromverbrauch
Zwar werden die Chipsätze fortwährend verbessert, allerdings verbrauchen WLAN-Telefone derzeit im Vergleich zu herkömmlichen Schnurlostelefonen noch deutlich mehr Strom. Aktuell verfügbare Chipsätze bieten Sprechzeiten im Bereich von fünf Stunden und Standby-Zeiten von maximal zwei bis drei Tagen.

## Sicherheit
Ein Vorteil gegenüber der DECT-Technologie besteht darin, dass für WLAN bereits sehr sichere Verschlüsselungsverfahren existieren (TKIP, AES). Auch eine 802.1x-Authentifizierung per Zertifikat ist möglich, soweit das Gerät bzw. die Infrastruktur das unterstützt. Der Aufwand, der für diese Art der Authentifizierung betrieben werden muss, ist jedoch so groß, dass er sich in der Regel nur für Unternehmensnetzwerke lohnt.

## Konfiguration
Da WLAN-Telefone im Prinzip nichts anderes als kleine Computer sind (meist auf Linuxbasis) und somit ein komplettes Betriebssystem inklusive Netzwerkstack besitzen, liegt es nahe, einen kleinen Webserver zu integrieren, um somit dem Anwender eine komfortable Möglichkeit zu bieten, das Telefon über einen Webbrowser konfigurieren zu können. Dieser Vorteil wird durch die etwas komplexeren Einstellungen, die ein solches Telefon erfordert, wieder relativiert. Es dürfte aber nur eine Frage der Zeit sein, bis die Hersteller die Inbetriebnahme der Telefone soweit vereinfacht haben, dass auch einem Laien die Konfiguration problemarm gelingt.

## Funkstrahlung und Gesundheit
Aufgrund gesetzlicher Bestimmungen ist die Sendeleistung von WLAN-Geräten auf 100 Milliwatt begrenzt. Bei dem Wert handelt es sich jedoch um einen Spitzenwert. Zeitlich gemittelte Werte, wie sie auch für andere Funktechnologien ermittelt werden, fallen wesentlich niedriger aus. Allerdings muss berücksichtigt werden, dass diese Mittelwerte vom durchschnittlichen Datenaufkommen abhängen. Da bei WLAN die Datenlast aber stark schwanken kann, ist es schwierig, einen solchen Mittelwert anzugeben.
Da WLAN mit Kanälen von 20 MHz Bandbreite arbeitet, verteilen sich die oben genannten 100 mW auf dieses relativ breite Band. Im Vergleich dazu sendet DECT mit 250 mW in einem nur ca. 1,7 MHz breiten Band, was also etwas weniger als ein Zehntel der WLAN-Bandbreite darstellt. Eine breitere spektrale Verteilung wird im Allgemeinen als ungefährlicher erachtet.
Obwohl teilweise sehr hitzige Debatten über die  Gefahren von Funkstrahlung  geführt werden, gibt es derzeit keine gesicherten Erkenntnisse, die eine Gefährdung von Personen belegen. Vorbeugend sollte man die maximale Sendeleistung der Geräte, die in aller Regel manuell eingestellt werden kann, auf das nötige Minimum begrenzen.

## Störer
WLAN benutzt ein weltweit unlizenziertes Funkband. Das bedeutet, dass dieses Band auch von anderen Geräten mit völlig andersartigen Funksystemen benutzt werden darf. Probleme entstehen insbesondere durch folgende Geräte die ebenfalls in diesem Band arbeiten:
- Mikrowellenherde
- Bluetooth (PC, Handy)
- digitale Funkthermometer
- Alarmanlagen die per Funk betrieben werden
- u. ä.

Die meisten der genannten Geräte nehmen auf ein bereits belegtes Band keine Rücksicht. Eine Ausnahme bildet Bluetooth ab der Spezifikation 1.2.

## Spezielle Anforderungen an die Accesspoints
Eine große Problemquelle entsteht durch den scheinbaren Vorteil, jeden beliebigen AP benutzen zu können. Die reibungslose Funktion eines WLAN-Telefons kann nur gewährleistet werden, wenn das Gerät mit einem AP verbunden ist, der Wi-Fi Multimedia oder den offiziellen IEEE-Standard 802.11e unterstützt. Diese Merkmale werden für die Priorisierung der Sprachdaten und die Drosselung des Energieverbrauchs benötigt. Zwar verfügen alle modernen APs über diese Fähigkeit, allerdings sind nicht bei allen Geräten alle Parameter konfigurierbar, sondern teilweise fest vorgegeben und für normale Datenverbindungen optimiert, was u. a. keine optimale Stromsparkonfiguration für WLAN-Telefone zulässt. Außerdem gibt es einige Feinheiten in den WLAN-Standards (802.11x), die ungenau beschrieben sind und somit von jedem Hersteller unterschiedlich implementiert werden. Das führt unter Umständen zu erheblichen Problemen mit Telefonen, die genau auf diese Details und deren korrekte Umsetzung angewiesen sind.

## Handover
WLAN-Telefonie eignet sich besonders für große Unternehmen, da das sogenannte Zellenhandover (im normalen Sprachgebrauch fälschlicherweise auch als Roaming bezeichnet) die Möglichkeit bietet, automatisch von Funkzelle zu Funkzelle zu wechseln. Diese Eigenschaft, die bereits von Mobiltelefonen bekannt ist, bietet beispielsweise die Möglichkeit, ein Unternehmensgelände flächendeckend mit WLAN zu versorgen und somit auf dem ganzen Gelände durchgängiges Telefonieren zu ermöglichen. Technisch wird das durch viele (unter Umständen mehrere Hundert) einzelne APs realisiert, die zentral von speziellen WLAN-Controllern verwaltet werden.
Da der Handovermechanismus ein initialer Bestandteil von WLAN ist, besitzen prinzipiell auch WLAN-Telefone für den Hausgebrauch die Eigenschaft, zu dem jeweils stärksten AP, der die passenden Einstellungen bezüglich SSID, Verschlüsselung etc. aufweist, zu wechseln. Dadurch ist es generell möglich, die kürzere Reichweite von WLAN durch zusätzliche APs auszugleichen. Allerdings muss beim Kauf eines WLAN-Telefons darauf geachtet werden, dass diese Funktion auch tatsächlich unterstützt wird, denn obwohl ein WLAN-Zellenhandover zwar automatisch funktioniert, sind trotzdem von Seiten der Hersteller einige Vorbereitungen nötig, um den Zellenwechsel auch in einer für VoIP brauchbaren Minimalzeit auszuführen.
Bei Verwendung von starker Verschlüsselung kommt es beim Handover zum nächsten AP nach derzeitigem technischen Stand (2008) noch zu einer minimalen Verzögerung. Diese resultiert daraus, dass nach jedem Wechsel zu einem neuen AP eine erneute Schlüsselaushandlung stattfinden muss. Zwar existieren proprietäre Mechanismen, um das zu beschleunigen, allerdings muss in der Regel mit einem kurzen Aussetzer von etwa 50–100 ms gerechnet werden. Meist stört das zwar nicht, da ein Teil dieser Verzögerung von einem sog. Jitter–Buffer aufgefangen wird und der tatsächliche Aussetzer extrem kurz ist. Dennoch ist er aber deutlich hörbar. Ohne Verschlüsselung werden im Idealfall Zeiten von knapp unter 50 ms erreicht. Allerdings ist es aufgrund einiger Urteile zumindest juristisch riskant, ein WLAN unverschlüsselt zu betreiben. Für Unternehmen kommt das aus Datenschutzgründen ohnehin nicht in Frage.
Dank des 2008 verabschiedeten WLAN-Standards IEEE 802.11r wird für einen nahtlosen Übergang der VoIP-Gespräche gesorgt. Dieser Standard (auch „Fast Basic Service Set Transition“ genannt) ist für die WLAN-Telefonie gerade im gewerblichen Einsatz ein wichtiger Schritt.